# Andrena oulskii
Andrena oulskii là một loài Hymenoptera trong họ Andrenidae. Loài này được Radoszkowski mô tả khoa học năm 1867.